# Gevuina avellana

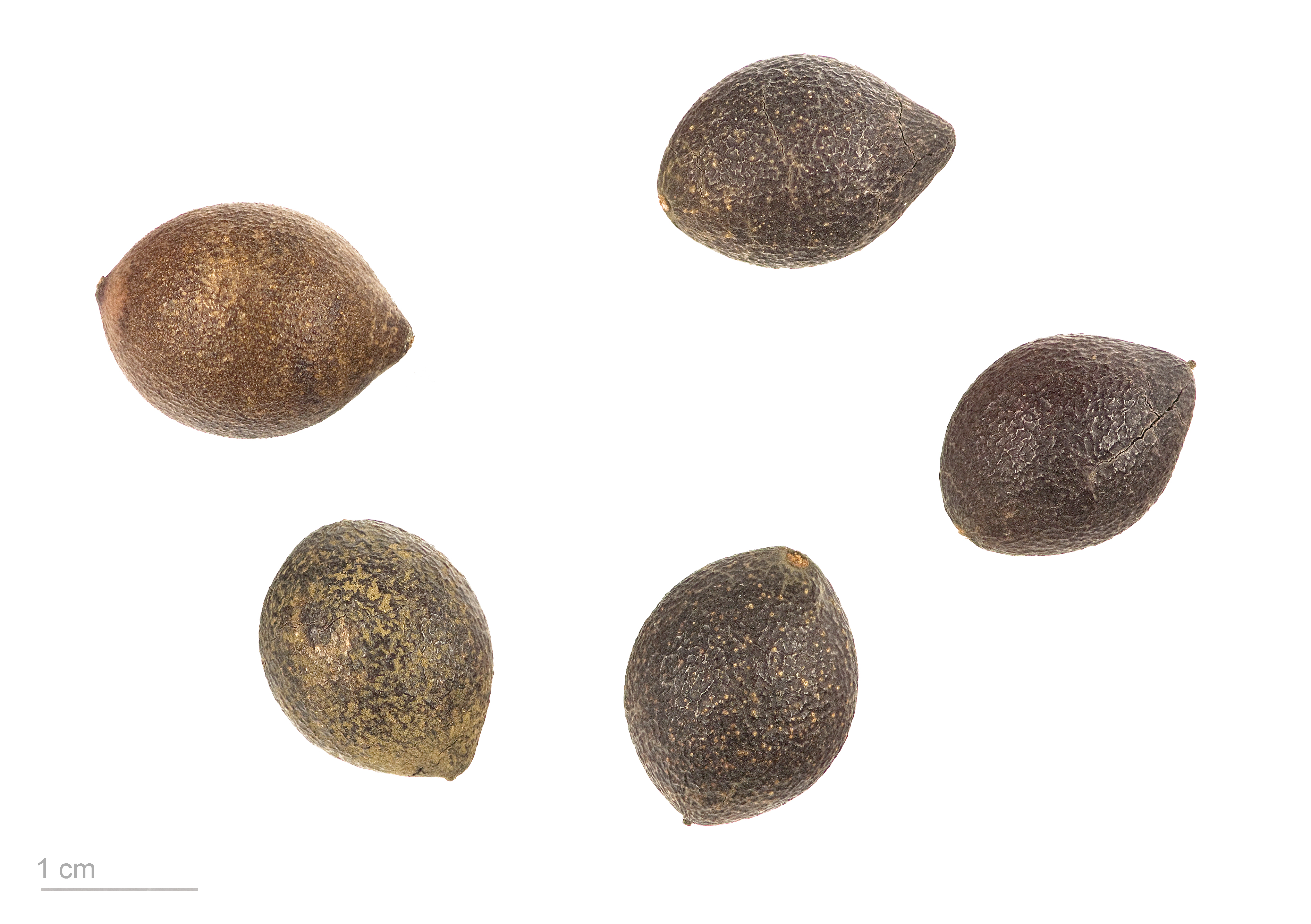
Gevuina avellana

Gevuina avellana es la única especie del género Gevuina, de la familia Proteaceae. La especie se conoce con los nombres vulgares de avellano o avellano chileno y es un árbol perenne monoico. Crece en los bosques templados de Chile, entre los 35° y los 44° de latitud Sur. Este árbol se adapta a diferentes climas y terrenos pero nunca pasando a lo extremo (+40° o -10°). 
Los colonizadores españoles lo llamaron avellano por la semejanza del fruto seco de esta especie con el que se obtiene del Corylus avellana (el avellano común o europeo).

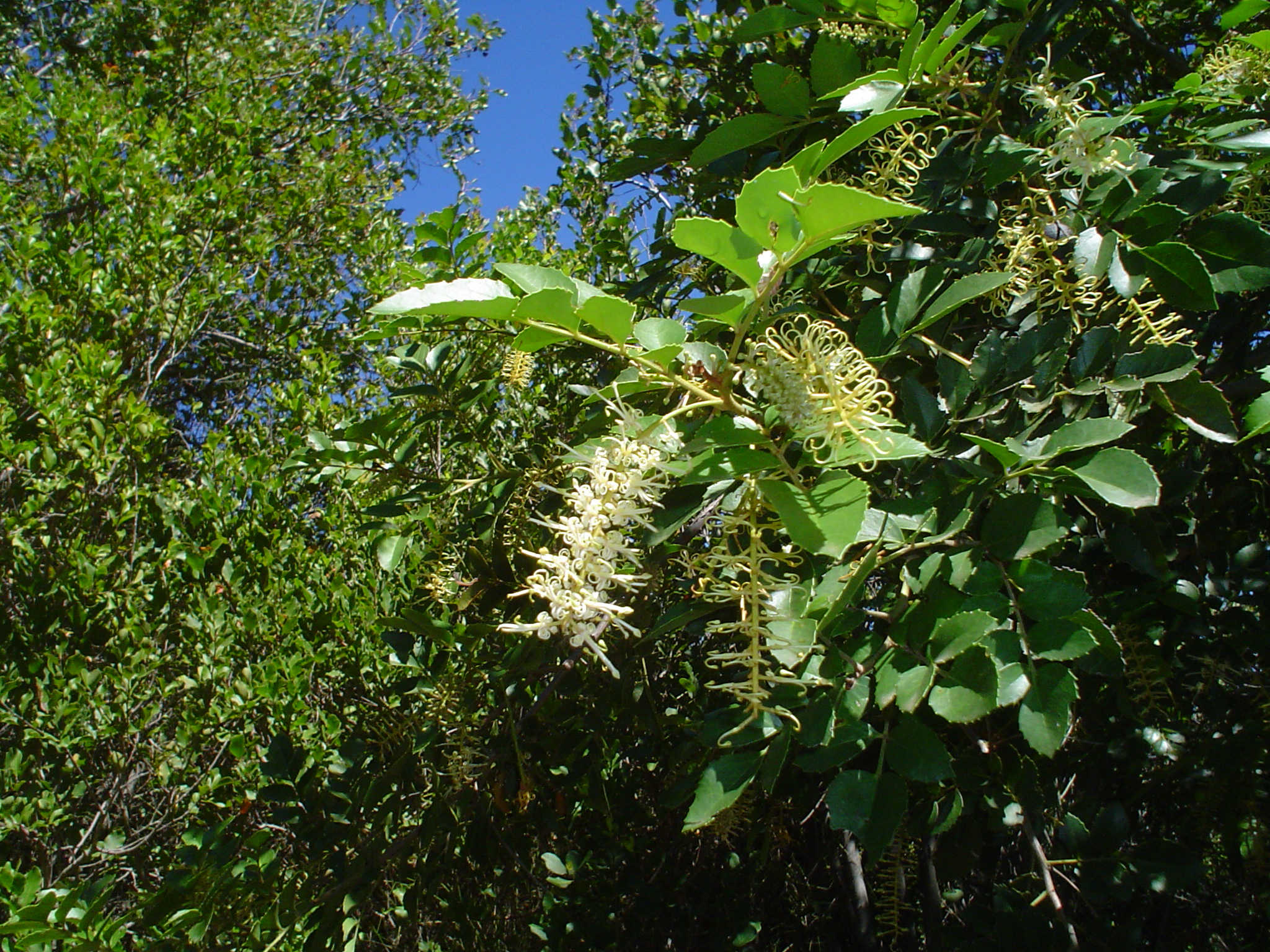
Inflorescencia

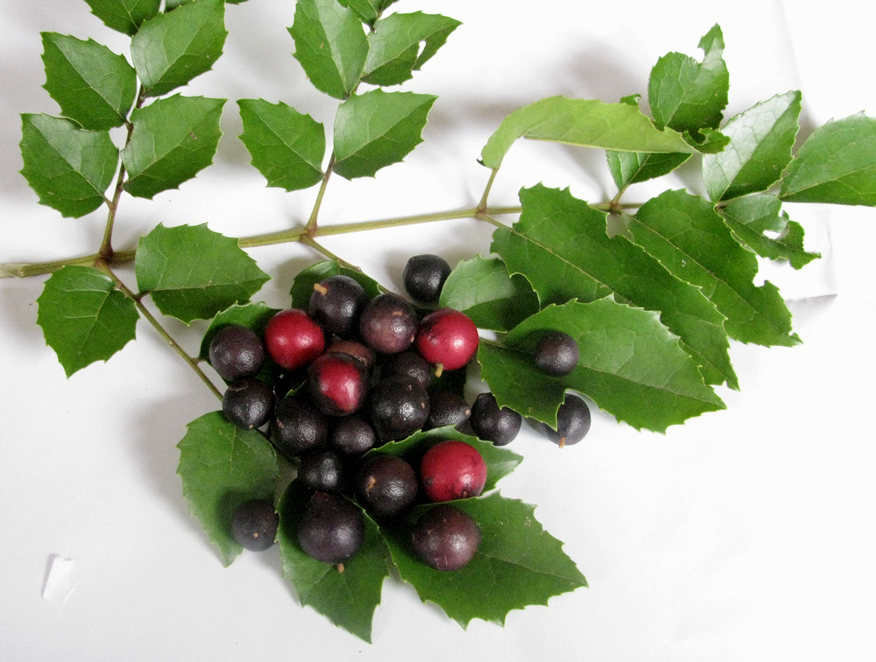
Hojas y frutos

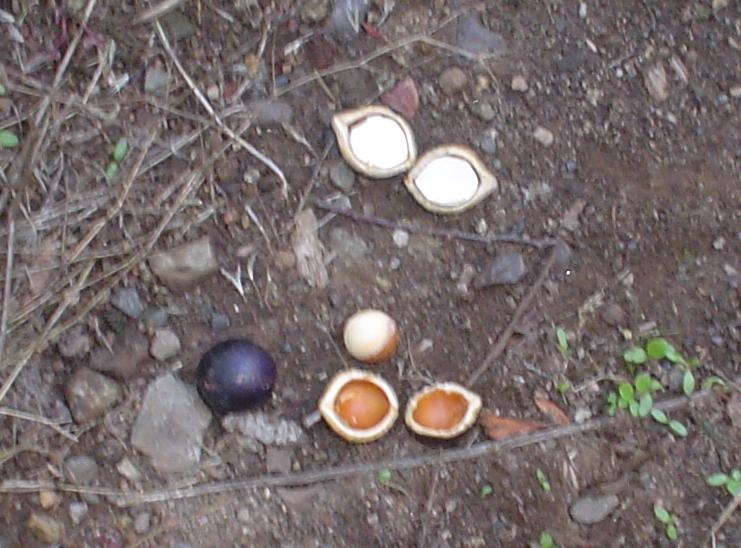
Fruto y nuez de Gevuina avellana

## Descripción
El avellano es un árbol de entre 3 y 20 m de altura, con tronco de unos 5 m de diámetro, que puede crecer recto o ramificado desde el suelo. 
Las hojas son compuestas imparipinnadas con foliolos de textura coriácea y borde aserrado. Se destaca por su follaje verde brillante, así como por sus brotes nuevos con un tomento ferrugíneo. 
Sus flores son hermafroditas, pequeñas, de color blanco cremoso y se agrupan de dos en dos en racimos largos y axilares. 
Su fruto, la avellana, es una nuez negra, con pericarpio leñoso y cotiledones blancos comestibles. Durante su desarrollo presenta cambios de coloración de verde a rojo y finalmente pardo oscuro en la madurez.

## Cultivo
Crece bien en clima templado oceánico con temperaturas frescas y donde las heladas son comunes.
Tiene una aceptable resistencia a las heladas; al menos −12 °C en madurez; por lo que puede ser cultivada hasta en zonas geográficas australes equivalentes a la zona de rusticidad 8.
Este árbol fue introducido en Gran Bretaña en 1826. Crece bien en Irlanda, Escocia, Nueva Zelanda, California y algunas partes de Inglaterra; existen pocos especímenes cultivados en España y la costa noroeste del Pacífico de Estados Unidos.
El árbol más alto en las islas británicas mide 17 m. En Seattle, Washington, ardillas y aves comen de sus semillas.

## Usos
Presenta múltiples usos como maderera, melífera y ornamental, destacándose la producción de frutos aptos para la industria cosmética, farmacológica y de alimentos. 
El fruto (la "avellana") se consume crudo, o como fruto seco, hervido o tostado; y se utiliza en diversas preparaciones, y está empezando a usarse en pastelería. Las semillas contienen 12% de proteína, 49% de aceite y 24% de carbohidratos. La mayor parte de las avellanas que están a la venta se recolectan en bosques durante el otoño (marzo-abril), pero se están desarrollando variedades de mayor rendimiento en Chile y en Nueva Zelanda.
El aceite de avellanas tiene usos alimenticios y cosméticos; es rico en antioxidantes y ayuda a combatir el colesterol. La nuez es buena fuente de vitamina E (a-tocotrienol) y beta-caroteno. El aceite como ingrediente cosmético para el tratamiento de la piel por su fuente natural de Omega 7. El aceite se utiliza como ingrediente para la elaboración de protectores solares.
Como flora apícola, la miel producida con el néctar de sus flores es bastante apreciada localmente. 
La madera se usa poco en la calefacción, debido a su baja capacidad calórica; en cambio, el contraste entre su color claro con vetas castaño oscuras la hace atractiva para trabajos de artesanía, ebanistería y revestimiento de paredes interiores.

## Taxonomía
Gevuina avellana fue descrita por Juan Ignacio Molina y publicado en Saggio sulla Storia Naturale cel Chili . . . 184. 1782.
Sinonimia
- Quadria avellana C.F.Gaertn.
- Quadria heterophylla Ruiz & Pav.[9]